# Микола
Микола или Микула — простонародный вариант имени Николай. Зафиксировано в письменных памятниках начиная с XI века в западных и северо-западных областях славянского расселения. Считается установленым, что имя не могло трансформироваться по фонетическим законам развития языка из, например, имени Никола путем перехода звука "н" в "м", в то же время Микола отсутствует в святках и других церковных текстах, оставаясь простонародным. Наоборот, вариант Микола настолько древний и популярный, что он сам по аналогии породил чередование "м" и "н" или  "ми" и "ни" в других именах, например Нефед из Мефодий или Нерон из Мирон.
Имя считается контаминацией имен святого Николая и архангела Михаила, произошедшей при ранней христианизации западных славян. Следы этой контаминации сохраняются в элементах почитания святого Николая.